# Euphyia cuneata
Euphyia cuneata là một loài bướm đêm trong họ Geometridae.